# يلينا بوفينا
يلينا بوفينا (بالروسية: Бовина, Елена Олеговна) مواليد 10 مارس 1983 في موسكو، هي لاعبة كرة مضرب روسية سابقة بدأت مسيرتها كمحترفة سنة 1998 وكانت تلعب باليد اليمنى، اعتزلت اللعب في 2012. كما أنها إحدى بطلات الجراند سلام. أعلى تصنيف لها في الفردي كان المركز الـ 14 في سنة 2005.

## النهائيات

### الزوجي المختلط: 2 (1–1)
| الحصيلة | السنة | البطولة           | الأرضية | الشريك         | المنافس في النهائي             | النتيجة في النهائي |
| ------- | ----- | ----------------- | ------- | -------------- | ------------------------------ | ------------------ |
| الوصافة | 2002  | فرنسا المفتوحة    | ترابية  | مارك نولز      | كارا بلاك واين بلاك            | 3–6, 3–6           |
| الفوز   | 2004  | أستراليا المفتوحة | صلبة    | نيناد زيمونيتش | ليندر بايس مارتينا نافراتيلوفا | 6–1, 7–6(7–3)      |

## الخط الزمني للأداء
مفتاح
| ف | ن | ن.ن | ر.ن | د# | د.م | ل | أ.أ | ت | غ | ب | ف | ذ | م.خ | ل.ت |

(ف) فاز بالبطولة (ن) وصل النهائي (ن.ن) نصف النهائي (ر.ن) ربع النهائي (د#) الأدوار الأربعة الأولى (د.م) دور المجموعات (ل) شارك في كأس ديفيز (أ.أ) خرج من الأدوار الاولى (ت) خسر التصفيات التأهيلية (غ) غاب عن الحدث أو البطولة (ب) حصل على ميدالية برونزية (ف) حصل على ميدالية فضية (ذ) حصل على ميدالية ذهبية (م.خ) بطولة الماسترز خُفضت إلى مرتبة أقل (ل.ت) البطولة لم تعقد في السنة المعينة.
لتجنب الارتباك وازدواجية الحساب، يتم تحديث هذه المعلومات إما في نهاية البطولة، أو عندما تكون مشاركة اللاعب في البطولة قد انتهت.

### الفردي
| الدورة               | 1998  | 1999  | 2000  | 2001  | 2002  | 2003  | 2004 | 2005  | 2006 | 2007 | 2008 | 2009 | 2010 | 2011   | 2012  | إجمالي ف/م | إجمالي ف/خ |
| -------------------- | ----- | ----- | ----- | ----- | ----- | ----- | ---- | ----- | ---- | ---- | ---- | ---- | ---- | ------ | ----- | ---------- | ---------- |
| أستراليا المفتوحة    | غ     | غ     | غ     | د1    | د1    | د4    | د2   | غ     | غ    | د1   | غ    | ت1   | ت2   | ت1     | غ     | 0 / 5      | 4–5        |
| فرنسا المفتوحة       | غ     | غ     | د1    | د3    | د1    | د2    | د3   | د4    | غ    | غ    | غ    | ت1   | ت2   | غ      | غ     | 0 / 6      | 8–6        |
| بطولة ويمبلدون       | غ     | غ     | ت1    | د2    | د2    | د2    | د2   | غ     | غ    | غ    | غ    | غ    | ت2   | غ      | غ     | 0 / 4      | 4–4        |
| أمريكا المفتوحة      | غ     | غ     | ت2    | د1    | ر.ن   | د1    | د3   | غ     | غ    | غ    | ت2   | ت1   | ت2   | غ      | غ     | 0 / 4      | 6–4        |
| معدل الجراند سلام    | 0 / 1 | 0 / 4 | 0 / 4 | 0 / 4 | 0 / 4 | 0 / 1 | بلا  | 0 / 1 | بلا  | بلا  | بلا  | بلا  |      | 0 / 20 | بلا   |            |            |
| جراند سلام فوز-خسارة | 0–1   | 3–4   | 5–4   | 5–4   | 6–4   | 3–1   | بلا  | 0–1   | بلا  | بلا  | بلا  | بلا  |      | بلا    | 22–19 |            |            |
| تصنيف نهاية العام    | 382   | 398   | 135   | 49    | 26    | 21    | 15   | 62    | —    | 324  | 186  | 225  | 154  | 301    | 214   |            |            |

- إجمالي ف / م = إجمالي الفوز والمشاركة
- إجمالي ف/خ = إجمالي الفوز والخسارة

## روابط خارجية
- يلينا بوفينا على موقع رابطة محترفات التنس (الإنجليزية)
- يلينا بوفينا على موقع الاتحاد الدولي لكرة المضرب (الإنجليزية)
- يلينا بوفينا على موقع كأس بيلي جين كينغ (الإنجليزية)
- يلينا بوفينا على موقع خلاصة التنس.كوم (الإنجليزية)
- يلينا بوفينا على موقع إي إس بي إن.كوم (الإنجليزية)